# Antislavismus
Antislavismus je nenávist vůči Slovanům.
Odvozeno od pojmu „slavismus“, což znamená „slovanství“.
Kořeny antislavismu lze klást do poloviny 19. století, kdy se začínají projevovat velkoněmecké ideje, při nichž dochází zejména v Rakousku-Uhersku k negativnímu vztahu Němců vůči slovanským národům. Další vlna antislavismu již v drsnější podobě přichází po první světové válce v Československu, kdy někteří Němci (např. Rudolf Lodgman von Auen) přicházejí s úvahami o vystěhování Čechů na území západně od Rýna či do východního Pruska. Vyvrcholením antislavismu se však stává období 30. let 20. století, kdy se v Německu ujal moci Adolf Hitler, který nastolil program likvidace, genocidy a deportací slovanských národů. Podle této teorie nadřazenosti árijské rasy byly ostatní negermánské národy - mezi nimi i Slované - považovány jako méněcenné.
Jejich státní útvary v Evropě se měly stát „německým životním prostorem“. V Protektorátu Čechy a Morava byla započata realizace tohoto programu pod názvem „Konečné řešení české otázky“. Největší oběti německého antislavismu byly v Sovětském svazu, v Jugoslávii a v Polsku (viz článek Oběti druhé světové války), kde značné množství mrtvých civilních osob tvoří ti, kteří se stali obětí genocidy, deportací, totálního nasazení a ostatních německých válečných zločinů.